# Бхадда Капилани
Бхадда Капилани  (Bhadda Kapilani) — буддийская монахиня, одна из великих учениц Гаутамы Будды. Согласно джатакам и Палийскому канону, она считалась лучшей среди бхикшуни, кто помнит свои прошлые воплощения. В миру была супругой Махакашьяпы, другого великого ученика Татхагаты, архата, который возглавил общину после его паринирваны. 
В царстве Магадха в семье жил молодой человек по имени Пиппали. С юных лет он чувствовал тягу к духовным поискам и хотел уйти в отшельники. Его родители были против и уговаривали сына жениться. Он не стал им противоречить: по его заказу была отлита золотая статуя девушки необычайной красоты. Он показал статую родителям и сказал, что согласен жениться лишь на такой совершенной девушке. Когда Пиппали достиг 20 лет, родители нашли в стране Мадда подходящую невесту. Ею оказалась 16-летняя Бхадда Капилани родом из брахманской семьи. Родители девушки согласились на брак. Пиппали предпринял последнюю попытку предотвратить женитьбу и написал Бхадде письмо, в котором просил её найти другого жениха, поскольку он предпочитает путь аскезы. Одновременно Бхадда написала ему аналогичное письмо с просьбой отказаться от брака по той же причине. Родители перехватили письма и подменили их другими. Невесту привезли к жениху в Магадху и сыграли свадьбу. 
Вскоре подмена открылась. Супруги стали жить под одной крышей, избегая по взаимному согласию физических контактов. Ночью они  клали между собой цветочную гирлянду. Все заботы по ведению домашнего хозяйства молодых взяли на себя родители. После их смерти Пиппали унаследовал земли отца.
Однажды Пиппали наблюдал как крестьяне пашут поле: в свежих бороздах копошились черви, которых склёвывали птицы. Он внезапно осознал, что его богатство связано с страданием других живых существ. В эт время Бхадда смотрела как во дворе сохнет разложенный слугами кунжут. Семена привлекли насекомых, а те в свою очередь стали добычей птиц. Бхадда решила, что кармическая ответственность за их гибель лежит на ней, поскольку она приказала высушить кунжут. Супруги одновременно решили отказаться от имущества и стать отшельниками.
Они купили светло-жёлтые одежды, чаши для подаяний, побрили  друг другу головы, отпустили всех слуг и рабов и оставили свои владения. Первоначально Пиппали двигался впереди, а Бхадда сзади. Пиппали пришла в голову мысль о том, что им лучше расстаться, поскольку их совместный путь может дать повод для сплетен. Дойдя до перекрёстка Бхадда в знак почтения трижды обошла вокруг бывшего мужа, после чего он пошёл направо, а она налево. Согласно мифам, при этом земля содрогнулась, а в небе прогремел гром.
Придя в Саваттхи, Бхадда встретила Будду Шакьямуни, когда он проповедовал в роще Джеты. В то время Будда ещё не принимал женщин в монахи и Бхадда поселилась неподалёку от Джетавана в обители женщин-аскетов. Там она прожила пять лет прежде, чем стать бхикшуни. Когда она достигла архатства,  Будда называл её лучшей из монахинь, кто помнит свои прошлые воплощения. В Тхеригатху вошли её стихи:
Такова и Бхаддакапилани,
Монахиня, достигшая трёх знаний,
Оставившая позади смерть.
Она победила Мару с его войском,
Она облачена в последнее тело.Тхеригатха 63—66
В санхге Бхадда обучала Винае молодых монахинь.В «Бхиккхуни-вибханге», составляющей часть Виная-питаки, описано несколько эпизодов из её жизни. Бхиккуни Тхуллананда, хорошо овладевшая Дхаммой, испытывала по отношению к Бхадде зависть, поскольку несколько её учениц слушали проповеди Бхадды. 
Бхадда, как и Махакашьяпа, зародили намерение стать учениками Просветлённого ещё во времена будды Падумуттары, 15-го будды древности, жившего 100 000 кальп тому назад. Тогда они также были мужем и женой, были богаты и владели землями. В одном из своих последующих воплощений они были бедной четой из касты брахманов, жившей во времена будды Випасси, шестого Татхагаты до Готамы. У них было лишь одно платье на двоих, поэтому они не могли одновременно пойти на проповедь будды: жена слушала его днём, а муж ночью. В другой раз Махакашьяпа родился царём Бенареса, а Бхадда стала царицей. Однажды Бхадда была матерью юного ученика Бодхисаттвы, которому впоследствии предстояло стать Анандой. В другой жизни у Махакашьяпы и Бхадды было четверо сыновей (в будущем Будда, Ануруддха, Шарипутра и Маугдальяяна), желавших стать аскетами. Поначалу родители препятствовали им, но потом поддержали своих детей и сами ушли от мирской жизни. В одной из прошлых жизней Бхадда совершила дурной поступок. Во промежуток времени между появлением будды Конагаманы и будды Кассапы мимо её дома проходил пратьекабудда, просивший подаяние. Золовка Бхады предложила ему пищу, а Бхадда, которая до этого поссорилась с ней, взяла чашу и, чтобы досадить золовке, заменила еду на грязь. Впрочем, она тут же раскаялась, вымыла чашу душистой водой, наполнила ароматной пищей, и, принеся извинения, вернула её пратьекабудде, со словами: «Пусть в следующей жизни у меня будет такое же сияющее тело, как это подношение». Вследствие кармы в дальнейшем она действительно родилась красивой и богатой, но её тело отвратительно пахло, никто не хотел быть её мужем. Отчаявшись женщина решила уйти из жизни и напоследок, переплавив свои украшения в золотой слиток, пожертвовала его для возведения ступы в честь будды Кассапы. Её подношение было искренним, в результате тело стало благоуханным, и первый муж, будущий Махакашьяпа, принял её обратно. Далее она стала царицей Бенареса и оказывала поддержку пратьекабуддам. После их внезапной гибели она отправилась в Гималаи и посвятила себя аскезе и медитации. Это привело к её перерождению на небесах Брахмы, где оказался и Махакашьяпа. Когда срок жизни на небесах подошёл к концу, она родилась Бхаддой Капилани.
Бхадду Капилани ассоциируют с женой брахмана в Хаттхипала джатаке 509 и матерью Самы в Сама джатаке 540.